# Vincomalos
Vincomalos, "el vencedor de los pecadores" (? 424 - † 2 de febrero de 509 d. C.), obispo de Ilipla (Niebla) desde 466, es considerado el primer obispo de lo que actualmente se conoce como Provincia de Huelva, España.
El descubrimiento de una lápida conservada en el Museo provincial de Huelva en la que se le menciona permitió mejorar el conocimiento sobre la cristianización de la zona en época visigótica:

VVINCOMALOS EP[piscopu]S CHR[ist]I SERVVS VIXIT ANNOS LXXXV EX QVIB[us] IN SACERDOTIO VIXIT AN[nos] XLIII RECESSIT IN PACE D[ie] IIII NONAS FEBRVARIAS ERA DXLVII (Vincomalos, obispo, siervo de Cristo, vivió 85 años, de los que vivió en el sacerdocio 43. Descansó en paz el día 4 de las nonas de febrero del año 547 de la Era)

La referencia más reciente sobre este misterioso personaje histórico lo podemos encontrar en el último libro de Relatos Literarios Nueve + Cero,del escritor onubense Ángel F. Becerra (Niebla, 1979).